# جمعیت‌شناسی جمهوری آرتساخ
ویژگی‌های جمعیت‌شناسی جمعیت جمهوری آرتساخ شامل تراکم جمعیت، قومیت، سطح تحصیلات، سلامت جمعیت، وضعیت اقتصادی، تعلقات مذهبی و سایر جنبه‌ها می‌باشد.
در سرشماری سال ۲۰۱۵، جمعیت آرتساخ ۱۴۵۰۵۳ نفر شامل ۱۴۴۶۸۳ ارمنی و ۲۳۸ روسی و دیگران بوده است. پس از حمله ۲۰۲۳ جمهوری آذربایجان به قره‌باغ کوهستانی و پاکسازی قومی ارمنی‌ها از قره‌باغ کوهستانی، یک هیئت سازمان ملل تخمین زد که تنها ۵۰ تا ۱۰۰۰ ارمنی در منطقه باقی مانده‌اند.
دین اکثر جمعیت ارمنی مسیحیت است و به کلیسای حواری ارمنی تعلق دارند. برخی فرقه‌های کلیسای ارتدکس شرقی و مسیحیت انجیلی نیز در این مناطق وجود دارند. ادیان دیگر فعال شامل یهودیت است.

## مروری تاریخی بر جمعیت‌شناسی آرتساخ

### سده ۱۸
اعداد مشخصی در مورد وضعیت جمعیتی در آرتساخ از سده هجدهم وجود دارد. ارشماندریت میناس تیگرانیان پس از انجام مأموریت مخفیانه خود در ارمنستان ایران به دستور پتر کبیر تزار روسیه در گزارشی به تاریخ ۱۴ مارس ۱۷۱۷ اظهار داشت که ایلخانی صومعه گندزاسار در آرتساخ ۹۰۰ روستای ارمنی را تحت اختیار خود دارد.
پادشاه گرجستان، ایراکلی دوم، در نامه خود در سال ۱۷۶۹ به کنت پی. پانین روسیه، در توصیف آرتساخ نوشت:
هفت خانواده بر منطقه خمسه حکومت می‌کنند. جمعیت آن کاملاً ارمنی است.— ایراکلی دوم
وقتی در قرن هجدهم دربارهٔ قره‌باغ و شوشی بحث می‌کردند، دیپلمات و مورخ روسی اس.ام. برونوسکی در یادداشت‌های تاریخی خود اشاره کرد که قره باغ، که به گفته او «در ارمنستان بزرگ واقع شده است» در سال ۱۷۹۶ حدود ۳۰۰۰۰ تا ۴۰۰۰۰ مرد مسلح ارمنی دارد.

## زبان
زبان اصلی که در آرتساخ صحبت می‌شود ارمنی است. با این حال، ارمنی‌های قره‌باغ به لهجه‌ای از ارمنی صحبت می‌کنند که به‌طور قابل‌توجهی با لهجه‌ای که در ارمنستان صحبت می‌شود متفاوت است، زیرا با کلمات روسی، ترکی و فارسی با این زبان در هم آمیخته شده است. بیشتر نسل قدیم نیز به زبان ترکی آذربایجانی صحبت می‌کنند.
زبان رسمی جمهوری آرتساخ ارمنی و از سال ۲۰۲۱ روسی بود. ارمنی‌های قومی تقریباً ۹۵ درصد جمعیت را تشکیل می‌دادند. همچنین گروه‌های اقلیت روس، آشوری، کرد، یهودی و یونانی نیز در این منطقه وجود دارند. قبل از جنگ اول قره‌باغ، جمعیت آذری سابق بسیار بیشتر بود، به طوری که بسیاری از مردم در طول جنگ و پس از جنگ که در آن منطقه زندگی می‌کردند از منطقه آواره شدند، به همین دلیل درصد آذری زبانان در آرتساخ کاهش یافت.

## دهه ۲۰۰۰ میلادی
گزارش شده است که تا سال ۲۰۰۰، آمار مهاجرت کشور منفی بوده است.
در سال ۲۰۰۱ گزارش شده است که آرتساخ از ۹۵ درصد ارمنی تشکیل شده و باقیمانده شامل مردم آشوری، یونانی و کرد می‌شدند.
برای نیمه اول سال ۲۰۰۷، ۱۰۱۰ تولد و ۶۵۹ مرگ گزارش شد همچنین تنها ۲۷ نفر از این منطقه مهاجرت کردند.
در مارس ۲۰۰۷ دولت محلی اعلام کرد که جمعیت به ۱۳۸۰۰۰ نفر افزایش یافته است. نرخ زاد و ولد سالانه بین ۲۲۰۰ تا ۲۳۰۰ در سال ثبت شد که نسبت به سال ۱۹۹۹ افزایش داشته است.

### گروه‌های قومی در سده ۲۰ و ۲۱
۵ ناحیه آذربایجان (کلبجار، لاچین، گوبادلی، زنگیلان، جبرائیل) به‌طور کامل توسط جمهوری آرتساخ اشغال شده است. آرتساخ دو روستای دیگر را نیز تا حدی اشغال کرد. جمعیت کل ۷ ناحیه آذربایجان که به قره‌باغ کوهستانی تعلق نداشتند، بلکه اکثراً تحت اشغال جمهوری آرتساخ بودند، در سال ۱۹۷۹، ۳۹۳۵۶۹ نفر بود که اقلیت کوچکی از آنها ارمنی (۳۶۶۱ یا فقط ۰٫۹۳٪) بودند. همچنین ۱۱۰۰۰ کرد از سال ۱۹۸۸ توسط نیروهای جدایی طلب ارمنی از این منطقه اخراج شده‌اند.